# 6043 Aurochs
6043 Aurochs (1991 RK2) là một tiểu hành tinh vành đai chính được phát hiện ngày 9 tháng 9 năm 1991 bởi S. Otomo ở Kiyosato.